# Siphocampylus coronatus
Siphocampylus coronatus là loài thực vật có hoa trong họ Hoa chuông. Loài này được Gleason miêu tả khoa học đầu tiên năm 1925.